# 名古屋市立味鋺小学校
名古屋市立味鋺小学校（なごやしりつ あじましょうがっこう）は、名古屋市北区楠味鋺三丁目にある公立小学校。

## 歴史
学区は1955年（昭和30年）まで名古屋市に近接する西春日井郡楠村に属していたが、同年に名古屋市に吸収されると、集合住宅が立ち上がり、人口の急増をみることとなった。村唯一の小学校であった名古屋市立楠小学校には、市営味鋺住宅の完成時に一挙に240人の児童が転入し、一時は二部授業を行うことになるなど、深刻な教室不足に陥った。そこで1958年（昭和33年）9月になり、楠小学校の分校が味鋺地区に設置されることになった。この分校は1961年（昭和36年）9月1日をもって、名古屋市立味鋺小学校として分離独立している。

### 児童数の変遷
『愛知県小中学校誌』（2018年）によると、児童数の変遷は以下の通りである。
| 1961年（昭和36年） | 1060人 |  |
| 1967年（昭和42年） | 1723人 |  |
| 1977年（昭和52年） | 1580人 |  |
| 1987年（昭和62年） | 924人  |  |
| 2007年（平成19年） | 964人  |  |
| 2017年（平成29年） | 663人  |  |

## 通学区域
所管する名古屋市教育委員会は、2018年（平成30年）9月1日現在、北区のうち、楠味鋺一丁目・楠味鋺二丁目・楠味鋺三丁目・楠味鋺四丁目・楠味鋺五丁目・中味鋺一丁目・中味鋺二丁目・中味鋺三丁目・東味鋺一丁目・東味鋺二丁目・東味鋺三丁目の全域および楠二丁目・楠四丁目の各一部を通学区域として指定している。
また、卒業後の進学先は名古屋市立北中学校となっている。

## 交通アクセス
- 名古屋市営バス「味鋺小学校北」停留所が最寄りバス停である[WEB 1]。

### WEB
1. 1 2  名古屋市教育委員会事務局総務部企画経理課企画統計係 (2018年9月18日). “北区の小・中学校一覧”.   名古屋市. 2018年11月14日閲覧。
2. ↑  名古屋市教育委員会事務局総務部教育環境計画室計画係 (2018年9月1日). “名古屋市立小・中学校の通学区域一覧（北区）” (PDF).   名古屋市. 2018年11月15日閲覧。
3. ↑  名古屋市教育委員会事務局総務部教育環境計画室計画係 (2018年4月1日). “名古屋市立中学校区一覧（小→中）” (PDF).   名古屋市. 2018年11月14日閲覧。

### 書籍
1. ↑  六三制教育五十周年記念愛知県小中学校誌編集委員会 1998, p. 292.
2. 1 2 3 4  北区制50周年記念事業実行委員会 1994, p. 494.
3. ↑  六三制教育七十周年記念 愛知県小中学校誌 合同記念誌編集特別委員会 2018, p. 180.